# Уэйнрайт, Руфус
Руфус Уэйнрайт  (англ. Rufus McGarrigle Wainwright, родился 22 июля 1973 года, Райнбек, Нью-Йорк, США) — американо-канадский музыкант, автор и исполнитель песен. Самой популярной песней в его исполнении является «Hallelujah», написанная Леонардом Коэном.

## Биография
Родился 22 июля 1973 года в небольшом городке Райнбек американского штата Нью-Йорк. Родители певца — Лудон Уэйнрайт-третий и Кейт Макгерригл — известные исполнители кантри и фолка развелись, когда ему было три года. После этого Руфус жил с матерью в Монреале. Является гражданином как США, так и Канады.
В шесть лет Руфус начал играть на пианино, а в тринадцать — выступать с семейной группой, в которую входили его сестра Марта Уэйнрайт, а также мать и тётя — канадский дуэт Kate & Anna McGarrigle. Когда ему было четырнадцать, его композиция «I’m A-Runnin» уже номинировалась на канадскую кинопремию (аналог «Оскара») как лучшая музыка к фильму. Кроме того, в том же возрасте он был номинирован на национальную премию в области музыки как лучшее молодое дарование.
Первый студийный альбом исполнителя, названный Rufus Wainwright, вышел 19 мая 1998 года.
Его музыкальная композиция «Старый Том Бомбадил» вошла в саундтрек 4-й серии второго сезона телесериала «Властелин колец: Кольца власти» (2024).

## Дискография
- Rufus Wainwright (1998)
- Poses (2001)
- Want One (2003)
- Want Two (2004)
- Release the Stars (2007)
- Rufus Does Judy at Carnegie Hall (2007)
- Milwaukee at Last!!! (2009)
- All Days Are Nights: Songs for Lulu (2010)
- Out of the Game (2012)

## Политические взгляды
Уэйнрайт считает себя «полным либертарианцем», он утверждает, «I don’t think any government should encroach on what goes on in the bedroom at all.»

## Личная жизнь

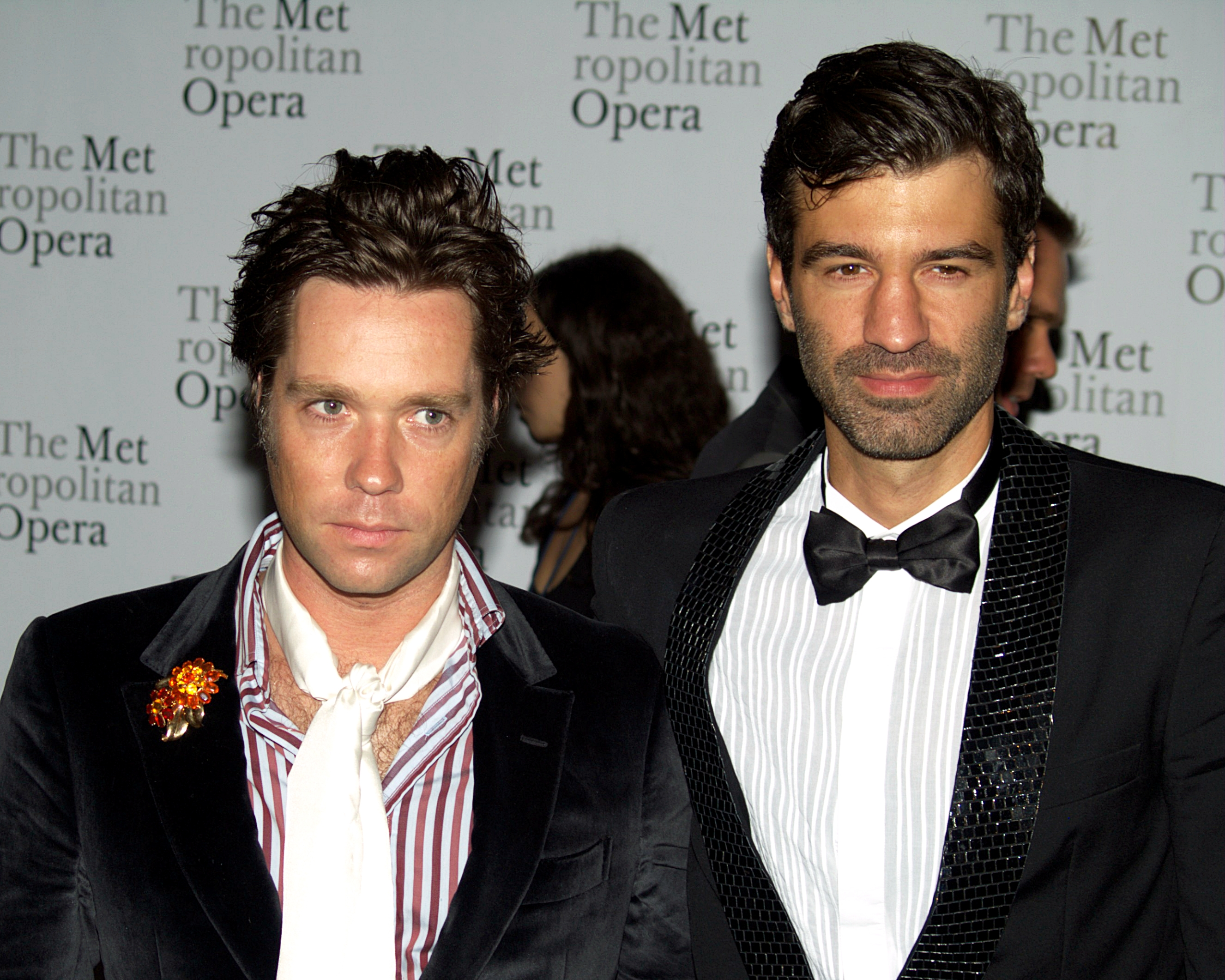
Руфус Уэйнрайт и его муж Йорн Вайсброт

Руфус Уэйнрайт является открытым геем. Он состоит в официальном браке с немецким продюсером Йорном Вайсбротом (нем. Jörn Weisbrodt). В начале 2011 года Лорка Коэн родила девочку, которую назвали Вива Кетрин Уэйнрайт-Коэн. Биологическим отцом ребёнка является Руфус Уэйнрайт.